# Saturn I Block 2
Saturn I Block 2 – druga wersja amerykańskiej rakiety Saturn I z przeprojektowanym I stopniem (dłuższe zbiorniki paliwa na 340 000 kg składników, poprawiona stabilizacja ogonowych stateczników – 8 stateczników na I członie). Stanowiła część programu Apollo.
Komputer kontroli i kierowania lotem umieszczono powyżej II członu – tam też można było go znaleźć w późniejszej rakiecie Saturn V. Maszyna licząca odpowiedzialna była za automatyczną kompensację wpływu wiatrów i utraty ciągu w czasie wznoszenia.

## Chronologia startów
1. 29 stycznia 1964, 16:25 GMT; s/n SA-5; miejsce startu: Cape Canaveral Air Force Station (LC37B), USA
Ładunek: Saturn-Apollo 5; Uwagi: start udany
2. 28 maja 1964, 17:07 GMT; s/n SA-6; miejsce startu: Cape Canaveral Air Force Station (LC37B), USA
Ładunek: Saturn-Apollo 6; Uwagi: start udany
3. 18 września 1964, 16:22 GMT; s/n SA-7; miejsce startu: Cape Canaveral Air Force Station (LC37B), USA
Ładunek: Saturn-Apollo 7; Uwagi: start udany
4. 16 lutego 1965, 14:37 GMT; s/n SA-9; miejsce startu: Cape Canaveral Air Force Station (LC37B), USA
Ładunek: CSM BP-16, Pegasus 1; Uwagi: start udany
5. 25 maja 1965, 07:35 GMT; s/n SA-8; miejsce startu: Cape Canaveral Air Force Station (LC37B), USA
Ładunek: CSM BP-26, Pegasus 2; Uwagi: start udany
6. 30 lipca 1965, 13:00 GMT; s/n SA-10; miejsce startu: Cape Canaveral Air Force Station (LC37B), USA
Ładunek: CSM BP-9, Pegasus 3; Uwagi: start udany